# Съюз на българите в Банат Румъния
Съюзът на българите в Банат (на румънски: Uniunea Bulgară din Banat România, U.B.B.R.) е политическа партия, която представлява правата на банатските българи в Румъния. Основана е през 1989 г. със седалище в град Тимишоара. Председател на съюза е Георги Наков.

## История
Партията се създава на 31 декември 1989 г. в Тимишоара. Известен период от време председател на партията е Карол-Матей Иванчов.

## Структура
Партията има клубове в 18 населени места. Сред които, в градовете: Липова, Сънниколау Маре, Тимишоара; и селата: Брещя, Винга и Стар Бешенов.

## Участия в избори
Камара на представителите
Резултати от изборите за Камарата на представителите:
| Година на провеждане | Брой на гласовете | Процент от вота (в %) | Спечелени места |
| 1990                 | 3451              | 0,03                  | 1               |
| 1992                 | 1906              | 0,02                  | 1               |
| 1996                 | 4115              | 0,03                  | 0               |
| 2000                 | 20 085            | 0,18                  | 1               |
| 2004                 | 15 283            | 0,15                  | 1               |
| 2008                 | 14 039            | 0,20                  | 1               |
| 2016                 | 4542              | 0,06                  | 1               |
| 2020                 | 4853              | 0,08                  | 1               |